# 耶穌寶血女修院
耶穌寶血女修院是位澳門的建築物，建於1917年，地址在東望洋山白頭馬路3號，是法国宫殿堡垒式的建筑。
耶穌寶血女修院前身是耶稣宝血修女会，原来是律师路易士的私人物業，现在是澳門金融管理局大樓。。

## 建築特色
該建築物樓高兩層，仿如堡壘，外形典雅美觀。主要的空間都有長陽台，為熱帶地區未有空氣調節系統時的典型形式。因外牆髹灰白色，故被澳門居民稱為 “白宮”。